# Stonemyia volutina
Stonemyia volutina là một loài ruồi đã tuyệt chủng trong họ Tabanidae. Nó là loài đặc hữu của Hoa Kỳ.